# Chalcis australiensis
Chalcis australiensis är en stekelart som först beskrevs av Girault 1936.  Chalcis australiensis ingår i släktet Chalcis och familjen bredlårsteklar. Inga underarter finns listade i Catalogue of Life.